# Tom Gordon Rennie
Tom Gordon Rennie, britanski general, * 1900, † 1945.